# Clearwater megye (Idaho)
Clearwater megye az Amerikai Egyesült Államokban, azon belül Idaho államban található. Megyeszékhelye és legnagyobb városa Orofino. Lakosainak száma 8734 fő (2020. április 1.). Clearwater megye Shoshone, Idaho, Lewis, Nez Perce, Latah, Mineral és Missoula megyékkel határos.

## Népesség
A megye népességének változása:
| Lakosok száma | 8638 | 8630 | 8583 | 8577 | 8496 | 8734 |
|               | 2010 | 2011 | 2012 | 2013 | 2015 | 2020 |